# クー (ハワイ神話)

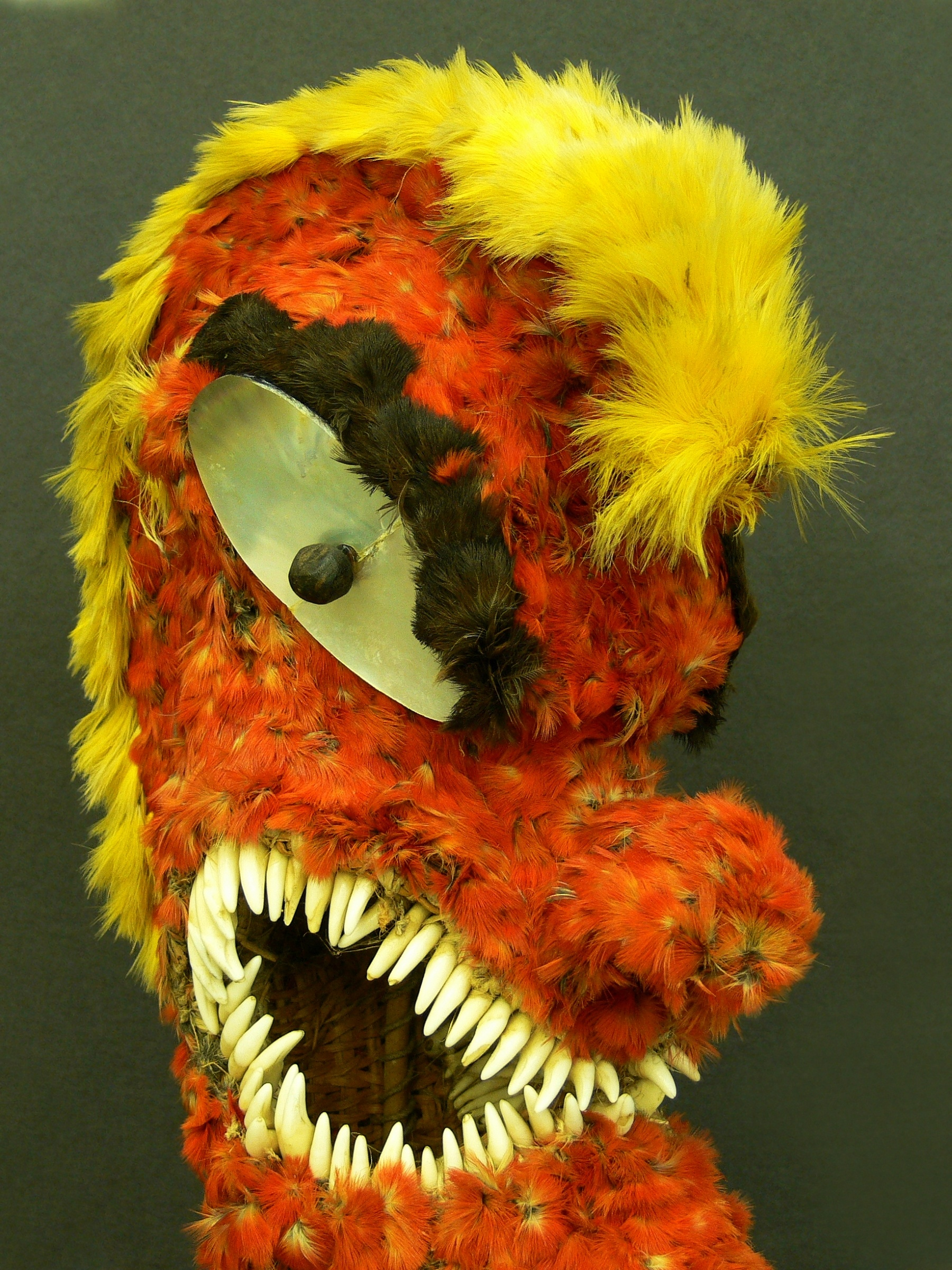
クーの像（ゲッティンゲン大学民俗学研究所所蔵）

クー（ハワイ語: Kū）はハワイ人の宗教に出てくる4大神のひとりで、男性のシンボルであり、戦いの神でもある。

## クーは主な神
ハワイ先住民が信じた宗教は自然崇拝で、さまざまな神が登場するが、その中でもクーはロノ、カーネ、カナロアと共に4大神である。また、ロノが支配する新年（マカヒキ）の期間を除いては、通常クーが支配していると考えられていた。ハワイ神話はポリネシア神話に属するとされているが、ハワイ以外ではおおむねカナロアが最高神となっている。

## 男神のクー
クーは男神として、よく女神のヒナと対比して語られることを、ハワイ神話について古典的な本「Hawaiian Mythology」を書いたマーサ・ベックウィズ（Martha Beckwith）はその本で述べている。  クーとヒナはそれぞれ男性または夫、女性または妻であり、天と地を作った神で、地上の豊かさとハワイ人を生まれさせた先祖の神である。クーはハワイ語で「まっすぐ上へ立つ」、ヒナは「下へ横たわる」という意味で、太陽が昇るのはクーで、沈むのはヒナで、午前はクーのものであり、午後はヒナのもので、クーに祈る時は東へ、ヒナに祈る時は西へ、両者で天と地を治めている。
クーはまた通常男性が関係する次のような分野において、それぞれの分野の神に化身していると考えられている。

### 森と雨
- Ku-moku-haliʻi (Ku spreading over the land、その土地に広がるクー)
- Ku-pulupulu (Ku of the undergrowth、下に生えるもののクー)
- Ku-olono-wao (Ku of the deep forest、深い森のクー)
- Ku-holoholo-pali (Ku sliding down steps、階段を滑り降りるクー)
- Ku-pepeiao-loa/-poko (Big and small-eared Ku、大小の耳のクー)
- Kupa-ai-keʻe (Adzing out the canoe、カヌーを作る時のクー)
- Ku-mauna (Ku of the mountain、山のクー)
- Ku-ka-ohia-laka (Ku of the ohia-lehua tree、オヒアレフアの木のクー)
- Ku-ka-ieie (Ku of the wild pandanus vine、野生のタコノキのクー)

### 農耕
- Ku-ka-o-o (Ku of the digging stick、地面を掘る棒のクー)
- Ku-kuila (Ku of dry farming、乾いた地面を農耕のクー)
- Ku-keolowalu (Ku of wet farming、湿った地面を農耕のクー)

### 漁労
- Ku-ula or Ku-ula-kai (Ku of the abundance of the sea、豊かな海の幸のクー)

### 戦い
- Ku-nui-akea (Ku the supreme one、最高神のクー)
- Ku-kaili-moku (Ku snatcher of land、土地を奪うクー)
- Ku-keoloewa (Ku the supporter、助けてくれるクー)
- Ku-hoʻoneʻenuʻu (Ku pulling together the earth、大地を治めるクー)

## 戦いの神のクー

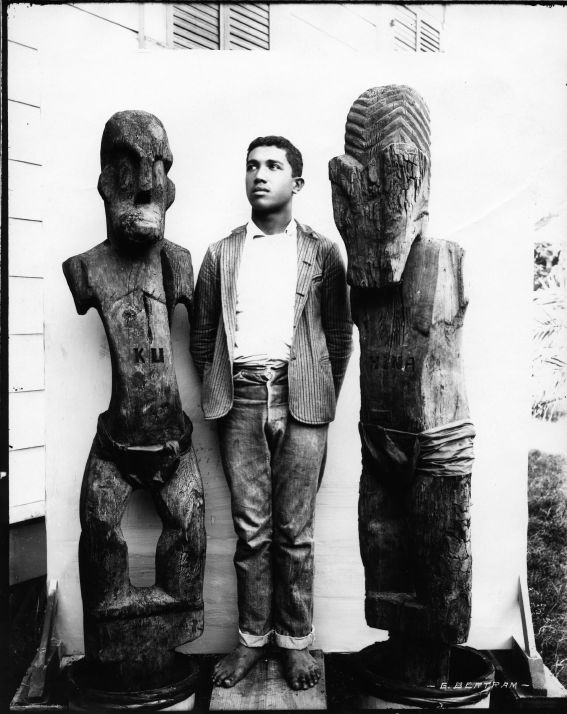
クカイリモク（左）とヒナのキイ（像）

クーはまた長引く日照りなどの重大な事態には、ヘイアウ（聖所）を新しく建てて、全員を集めて、ブタ、ココナツ、レッドフィッシュ、白い布、人身御供を捧げた。戦いの時には特にこうした人の生贄が行われて、こうしたヘイアウは「ルアキニ」と呼ばれている。 
ハワイを統一したカメハメハ大王は上記の「Ku-kaili-moku」の信奉者で、ハワイ島のモオキニ・ルアキニ・ヘイアウで生まれて、プウコホラ・ヘイアウでいとこを生贄にしてハワイ島統一を成している。また、彼に関係したクーの像3体が別々にあったのが、2010年にホノルルのビショップ・ミュージアムに集合している。 

## 参照項目
- モオキニ・ヘイアウ (クアモオ・モオキニが建てた聖所をパアオが拡張して、クーの聖所として、ハワイの宗教を完成していった所)
- プウコホラ・ヘイアウ
- プウホヌア・オ・ホナウナウ (戦争時などの駆け込み寺)